# Caloptilia ulmi
Caloptilia ulmi är en fjärilsart som beskrevs av Tosio Kumata 1982. Caloptilia ulmi ingår i släktet Caloptilia och familjen styltmalar. Inga underarter finns listade i Catalogue of Life.